# اسماعیل ططری

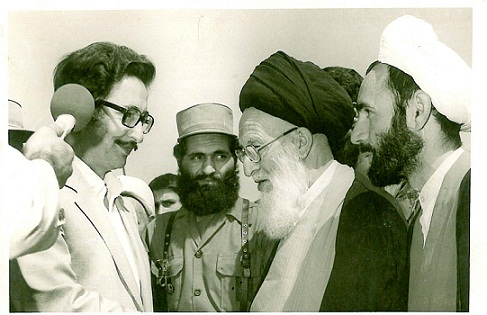
ططری در میان بنی صدر و آیت‌الله سیدجواد خرمشاهی

اسماعیل ططری (زادهٔ ۸ آبان ۱۳۳۳ روستای مله‌سرخ، دهستان جلال‌وند، کرمانشاه – درگذشته ۸ مرداد ۱۳۸۹ تهران)، سیاستمدار ایرانی، نمایندهٔ کرمانشاه در دوره‌های چهارم و ششم مجلس شورای اسلامی، عضو مجمع نمایندگان ادوار مجلس شورای اسلامی و عضو مؤسس حزب اعتماد ملی بود. ططری در مجلس شورای اسلامی دبیر دو فراکسیون «نمایندگان کرد مجلس» و نیز «نمایندگان زاگرس‌نشینان مجلس» بود.

## زندگی

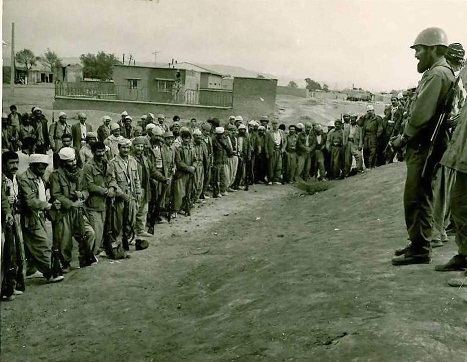
ططری در میان افراد گمجن عشایری

اسماعیل ططری در سال ۱۳۳۳ در روستای مله‌سرخ دهستان جلال‌وند در استان کرمانشاه در خانواده‌ای از عشایر مردم لک به دنیا آمد. پدر او از عشایر مردم لک و مادرش از عشایر ایل کلهر بود. ططری پس از انقلاب ۱۳۵۷ و در جریان جنگ ایران و عراق در تأسیس گروه رزمی مشترک جنگ‌های نامنظم مشارکت داشت که به هستهٔ اولیهٔ «بسیج عشایر غرب ایران» تبدیل شد. او در دوران جنگ با عراق، فرمانده جنگ‌های نامنظم عشایر شد که عملیات نفوذی و چریکی در داخل خاک عراق را به عهده داشت.
ططری پس از پایان جنگ و در دورهٔ چهارم مجلس رأی اول کرمانشاه را کسب کرد و در اولین اقدام قانونی برای برگرداندن نام کرمانشاه (که پس از انقلاب به باختران تغییر یافته بود) اقدام و آن را تصویب کرد؛ که این موفقیت محبوبیت زیادی را در استان کرمانشاه برای او به ارمغان آورد. 
نقل شده وقتی علی‌اکبر ناطق نوری، رییس وقت مجلس «نمایندۀ باختران» را برای نطق پیش از دستور فراخواند، ططری اعتنا نکرد.  ناطق نوری پس از چند بار با صدای بلند گفت: «آقای ططری! چند بار صدا کنیم؟» او اما پاسخ داد: «مرا صدا نکردید. گفتید نمایندۀ باختران بیاید! من نمایندۀ کرمانشاه ام نه باختران. کرمانشاه قدمت هزار ساله دارد ولی باختران کجاست؟!» 
ططری در انتخابات مجلس پنجم شکست خورد ولی در  دوره ششم مجلس شورای اسلامی دوباره رأی اول را کسب کرد. در انتخابات مجلس هفتم در دور اول رأی اول را به دست آورد ولی در دور دوم مغلوب شد. او مدعی بود برای رقیبش عبدالرضا مصری (که چندی بعد وزیر رفاه دولت محمود احمدی‌نژاد شد) رأی خریده‌اند و مدارکی برای اثبات این مدعا به مجلس ارائه داد. 
ططری پس از پایان دوران نمایندگی‌اش، عضو «مجمع نمایندگان ادوار مجلس» شد که از نمایندگان اصلاح‌طلب سابق تشکیل می‌شود و به‌عنوان مشاور وزیر نفت انتخاب شد و تا پایان عمر این سمت را بر عهده داشت. او در دور نهم انتخابات ریاست‌جمهوری از مهدی کروبی حمایت کرد و او را «کریم‌خان زند زمانه» نامید. پس از شکست مهدی کروبی، عضو هیئت مؤسسان حزب اعتماد ملی شد و در انتخابات مجلس هشتم هم مثل بیشتر نامزدهای جناح اصلاح‌طلب رد صلاحیت شد. در انتخابات دوره دهم ریاست‌جمهوری هم حامی مهدی کروبی بود و در جریان حوادث پس از انتخابات ۱۳۸۸ هم از معترضان بود و گفته بود که تا پایان عمرش دیگر در هیچ انتخاباتی شرکت نخواهد کرد ولی فعالیت اعتراضی چندانی از او دیده نشد.
وی کاندیدای انتخابات ریاست‌جمهوری ۱۳۸۰ هم شده بود که از سوی شورای نگهبان رد صلاحیت شد.
اسماعیل ططری در آخرین مصاحبه‌اش از هدفمند کردن یارانه‌ها انتقاد نمود و  گفته بود که هدفمند کردن یارانه‌ها از جنگ ایران و عراق بدتر است و مصیبت بزرگی است اما عده زیادی نمی‌دانند. ططری معتقد بود با گران شدن بنزین همه چیز گران خواهد شد و  در این میان قشر متوسط و ضعیف جامعه ضرر خواهند کرد. 
ططری شیفته شاهنامه فردوسی بود و اعتقاد داشت یکی از دلایل عدم موفقیت سیاستمداران ایرانی، بی‌اطلاعی از شاهنامه است. دیوان شعری به نام «گلزار بهشت» منتشر کرد که حاوی اشعار او به زبان‌های لکی، کردی، فارسی و عربی است.
صراحت بیان، سادگی و شیوهٔ رفتاری خاص اسماعیل ططری و شعارهای تبلیغاتی‌اش توجه زیادی را به او برانگیخته بود و از او سوژه جالبی برای مطبوعات و به‌ویژه طنزپردازان ساخته بود. شوخ‌طبعی و صراحت لهجه او به حدی بود که در یکی از سخنرانی‌هایش گفته بود: «یکی از نمایندگان خانم مجلس از من پرسید آقای ططری راست است که شما زنجیر پاره می‌کنید …» یا در اشاره به آنجلا مرکل صدراعظم آلمان گفته بود: «آلمانی‌ها اگر آدم بودند که یک زن رقاص را صدراعظم نمی‌کردند» این خلق و خو موجب شده بود تا شایعات و لطیفه‌های متعددی دربارهٔ او ساخته شود، مانند: «ططری یک بار می‌خواسته ناطق نوری را با دندان از روی صندلی ریاست مجلس بلند کند».

## درگذشت
اسماعیل ططری در ۱۰ خرداد ۱۳۸۹ در اثر ضایعه مغزی در بیمارستان بستری شد و ۶۴ روز بعد در سن ۵۵ سالگی درگذشت.
مراسم ختم اسماعیل ططری قرار بود در ۱۱ مرداد ۱۳۸۹ در مسجد بروجردی کرمانشاه با حضور گروهی از رهبران جنبش سبز محمد خاتمی، مهدی کروبی و غیره برگزار شود اما گروهی که خبرگزاری فارس آن‌ها را «جمعی از جوانان حزب‌اللهی و گروه‌های مردم» توصیف کرد با حضور در این مسجد از برگزاری آن جلوگیری کردند. که پس از آن مراسم ختم در منزل شخصی اسماعیل ططری برگزار شد.
انصار حزب‌الله کرمانشاه در متنی دلیل برهم‌زدن مراسم ختم اسماعیل ططری را چنین عنوان می‌کند:
ططری زمانی از دنیا رفت که در سالهای آخر عمر به همراهی با سران جنبش سبز و همراهی با حزب اعتماد ملی و دیگر اصلاح طلبان افتخار می‌نمود… در جلساتی، کنار مهدی کروبی و هادی غفاری حضور پیدا نمود و انتقادات صریحی نسبت به ولایت فقیه بیان نمودند… او تا آخر عمر نیز از این مرام و مسلک تبری نجست و به همراهی آنها افتخار نمود. بعد از فوت او، در کنار سران جنبش سبز (خاتمی و کروبی و …) برخی مسؤلین همچون رئیس مجلس، معاون اول رئیس‌جمهور و غیره نیز به احترام او پیام صادر نمودند؟!... 